# Erica Wiebe
Erica Elizabeth Wiebe (* 13. Juni 1989 in Stittsville, Ottawa) ist eine ehemalige kanadische Ringerin. Bei einer Körpergröße von 1,75 m beträgt ihr Wettkampfgewicht 75 kg.

## Leben
Erica Wiebe wuchs in Stittsville auf, einem Vorort von Ottawa. Sie begann mit dem Ringen in der 9. Schulklasse an der katholischen Sacred Hearth High School in Ottawa, die sie besuchte.
An der University of Calgary studierte sie von 2007 bis 2012 Bewegungswissenschaften („Kinesiology and Exercise Science“). Sie wurde 2012 als CIS Academic All-Canadians ausgezeichnet, eine Auszeichnung für studierende Sportler mit einem Studienergebnis besser als 80 Prozent. Nach ihrem Bachelor schloss sie 2015 an der University of Calgary ein Studium der Soziologie mit einem B.A. Hons ab. Trainiert wird sie in Calgary von Paul Ragusa und seit 2007 von Leigh Vierling.
Ihr Verein in Kanada sind die Calgary Dinos.

## Erfolge
Erica Wiebe konnte mehrere Veranstaltungen im Freistilringen gewinnen, zum Beispiel in der Klasse bis 72 kg 2012 den Canada Cup in Guelph und 2013 die Nordhagen Classics in Calgary, den Battle at the Falls in Niagara Falls (Ontario) und das Wacław Ziółkowski Memorial in Spała. Im Freistilringen bis 75 kg gewann sie zum Beispiel 2014 das Austrian Ladies Open in Götzis und das Ladies Open in Klippan und 2015 den Golden Grand Prix Ivan Yarygin in Krasnojarsk. Das Grand Prix der BRD in Dormagen gewann sie in dieser Gewichtsklasse 2014, 2015 und 2016.
Sie gewann das Freistilringen bis 75 kg bei den Studentenweltmeisterschaften 2014 in Pécs. Bei den Commonwealth Games 2014 in Glasgow holte sie ebenfalls die Goldmedaille im Freistilringen bis 75 kg. Dies gelang ihr ebenso bei den Olympischen Spielen 2016 in Rio de Janeiro und in der Klasse bis 76 kg bei den Commonwealth Games 2018 in Gold Coast.
Bei den Weltmeisterschaften 2018 in Budapest kam Wiebe in der Gewichtsklasse bis 76 kg  bis ins Halbfinale, in dem sie gegen die spätere Weltmeisterin Adeline Gray aus den USA verlor. In der Hoffnungsrunde konnte sie durch einen Sieg über die Estin Epp Mäe die Bronzemedaille gewinnen. 2024 beendete Wiebe ihre Karriere.